# أحمدلي
أحمدلي هي بلدية في باكو، أذربيجان. يبلغ عدد سكانها 8430 نسمة.